# Афинская всеобщая забастовка (1943)
Афинская всеобщая забастовка 1943 года — всеобщая забастовка рабочих и служащих в греческой столице Афинах в феврале и марте 1943 года в период оккупации территории Греции войсками нацистской Германии.
Забастовка началась по инициативе Национально-освободительного фронта Греции (ЭАМ), созданного, в свою очередь, Коммунистической партией Греции. Причиной забастовки стало известие о секретном приказе оккупационных властей «О принудительной работе городского населения Греции», подписанного 30 января, а также просочившихся в печать слухов о том, что оккупационные власти планируют отправить большое количество греческих рабочих на принудительные работы в Германию.
Одновременно с забастовкой состоялось две массовых демонстрации: 24 февраля в Афинах, в которой участвовало 100 тысяч человек, и 5 марта в Афинах и Пирее, которая насчитывала уже 300 тысяч человек. Обе демонстрации сопровождались столкновениями с полицией и оккупационными войсками, в результате чего погибло 18 человек и более ста получили ранения.
Во время второй демонстрации рабочие захватили здание Министерства труда и уничтожили списки рабочих, которых планировали отправить на работы в Германию. Это событие, а также начавшиеся массовые выступления рабочих в других городах, в частности — демонстрации в Салониках, Волосе, Каламе, Спарте и так далее — привели оккупационные власти к вынужденному отказу от отправки в Германию греческих рабочих.